# Dennis Neilson-Terry
Dennis Neilson-Terry (Londres, 21 de outubro de 1895 – África do Sul, 14 de julho de 1932) foi um ator e produtor britânico, que atuou em vários filmes entre 1917 e 1932.

## Filmografia selecionada
- Her Greatest Performance (1916) como Gerald Lovelace
- Masks and Faces (1917) como Ernest Vane
- The Hundredth Chance (1917) como Senhor Saltash
- The House of the Arrow (1930) como Inspetor Hanuad
- 77 Park Lane (1931) como Senhor Brent
- Murder at Covent Garden (1932) como Jack Trencham